# 清寧県
清寧県（せいねい-けん）は中華人民共和国福建省にかつて存在した県。

## 地理
現在の清流県及び寧化県に相当する。

## 歴史
1959年2月に清流、寧化両県が合併し成立。1961年に再び分割されている。
| 前の行政区画 清流県 寧化県 | 福建省の歴史的地名 1959年 - 1962年 | 次の行政区画 清流県 寧化県 |